# Буремні
Буремні (рос. Лихие) — російський кримінально-драматичний телесеріал режисера Юрія Бикова за сценарієм Олега Маловичка. Головні ролі у ньому зіграли Артем Бистров, Єгор Кенжаметов, Савелій Кудряшов та Євген Ткачук. Прем'єрний показ проходив у онлайн-кінотеатрах «Okko» та «START» з 24 жовтня по 5 грудня 2024 року. 2025 року вийде продовження — «Буремні. Глава 2».

## Сюжет
В основу сюжету лягла реальна історія Євгена Дьоміна та його спогади про його батька, Павла Тихомирова, який був членом ОЗГ «Общак». Дія серіалу відбувається у Хабаровському краї у 1990-ті роки. Колишній єгер, Павло Ліховцев, та його син Євген стають кілерами та учасниками масштабної кримінальної війни.

## Акторський склад
- Артем Бистров[ru] — Павло Ліховцев, колишній єгер
- Єгор Кенжаметов[d] — Женя в юності
  - Савелій Кудряшов — Женя в дитинстві
  - Євген Ткачук — дорослий Женя
- Олена Ніколаєва[ru] — Олена, дружина Павла Ліховцева
- Максим Карушев — Вася
  - Гліб Кулаков — Вася в дитинстві
- Анна Завтур — Ліза
- Олександра Бабаскіна — Ліза в дитинстві
  - Поліна Максимова — Ліза в наші дні
- Пилип Янковський — Тунгус
- Гела Месхі[ru] — Ігор Кармазов
- Олександр Голубєв — Юра Краб
- Євген Харитонов — Петро Зозуляк, слідчий
- Вадим Філіпченков — Паша, син Лізи та Жені
- Юрій Биков — Арнольд
- Кирило Полухін[ru] — Слон
- Дмитро Кулічков — Кислий
- Артур Іванов[d] — Джем
- Олександр Обласов[d] — Шматок
- Сергій Уманов[d] — Лісіцин
- Аскар Ільясов[d] — Ільяс
- Марина Васильєва — Шапіро
- Анна Котова[ru] — Ольга Шаболтас
- Іван Добронравов — Кефір

## Список серій
1 сезон
| Серія | Дата прем'єри     |
| ----- | ----------------- |
| 1     | 24 жовтня 2024    |
| 2     | 24 жовтня 2024    |
| 3     | 31 жовтня 2024    |
| 4     | 7 листопада 2024  |
| 5     | 14 листопада 2024 |
| 6     | 21 листопада 2024 |
| 7     | 28 листопада 2024 |
| 8     | 5 грудня 2024     |

## Створення та оцінки
Серіал знято продюсерською компанією «Середовище» на замовлення онлайн-кінотеатру «Okko». Зйомки розпочалися у травні 2023 року в Карелії. У листопаді 2023 року стало відомо про завершення карельського виробничого блоку та про перенесення зйомок до Москви. Закрита прем'єра відбулася 22 жовтня 2024 року у кінотеатрі «Сінема Парк Мосфільм». 24 жовтня розпочався показ в онлайн-кінотеатрах «Okko» та «START».
«Буремні» отримали переважно позитивні оцінки російських кинокритиков. Іван Афанасьєв (The City) написав: «Мабуть, найбільша перевага „Буремних“ Юрія Бикова — у тому, що, як розповідав в одному з інтерв'ю виконавець головної ролі Артем Бистров, його завдання — якраз зруйнувати романтичний флер навколо чорнухи, вирощений за часів „славних 90-х“. Показати, що немає нічого доброго в організованій злочинності, що вона руйнує життя тих, хто до неї залучений, і тих, хто опиняється поруч».
Павло Воронков («Газета.Ru»): «„Буремні“ вбудовуються в нинішню хвилю проектів про 90-ті, яка, здається, завдячує своїм масштабом тій обставині, що при екранізації це напружене десятиліття парадоксальним чином перетворюється чи не на єдиний безпечний (відносно) простір для суспільно-політичного висловлювання на сьогоднішній день. Різниця в тому, що сусіди „Буремних“ по тренду звертаються в основному до спадщини „Брата“, а серіал Бикова, здається, виписався з того ж приблизно діагностичного відділення російського кінематографа, що і „Вантаж 200“».
Владислав Шуравін (Film.ru): «Биков знову хмурить лоба і розмірковує про хитросплетіння людської душі: як банда замінює сім'ю, а кримінал — чесну роботу. Проблема в тому, що серіали на кшталт „Бригади“ та „Слово пацана“ розвивали ці теми до „Буремних“. А єдина відмінність нового проекту автора — гіперреалізм. Причому не лише про історію кілера і сина, а й про естетику».